# Кенжира
Кенжира́ (каз. Кеңжыра) — село у складі Аксуського району Жетисуської області Казахстану. Адміністративний центр Карасуський сільського округу.
У радянські часи село називалось Кенжіра.
Населення — 718 осіб (2021; 681 у 2009, 792 у 1999, 1253 у 1989).